# Wojnowice-Kolonia
Wojnowice-Kolonia – część wsi Wojnowice w Polsce, położona w województwie świętokrzyskim, w powiecie ostrowieckim, w gminie Ćmielów.
W latach 1975–1998 Wojnowice-Kolonia należała administracyjnie do województwa tarnobrzeskiego.